# Трусов, Григорий Мартынович
Григорий Мартынович Трусов (31 января 1889 — 22 февраля 1960) — офицер-подводник российского императорского и советского флота, кораблестроитель, участник Первой мировой войны, Георгиевский кавалер, инженер-механик, главный строитель и начальник отдела подводного судостроения Балтийского завода, писатель, автор документальных книг по истории становления отечественного подводного флота, инженер-капитан 2 ранга.

## Биография
Григорий Мартынович Трусов родился 31 января 1889 года в деревне Суково Московской губернии в крестьянской семье. В 1903 году окончил земскую школу и уехал из деревни в Москву. Шесть лет работал учеником слесаря, затем слесарем, параллельно с работой учился на вечерних курсах.

### Служба в Российском императорском флоте

Трусов Г. М. (1914)

В октябре 1910 года призван на военную службу и по личной просьбе направлен на флот, во 2-й Балтийский флотский экипаж в Санкт-Петербург, затем отобран матросом в Либавский учебный отряд подводного плавания. В апреле 1911 года направлен для дальнейшей учёбы в машинную школу в Кронштадт, где был зачислен в класс машинных унтер-офицеров самостоятельного управления — главных машинных старшин. Проходил корабельную практику на учебном судне «Океан», после чего произведён в машинисты 1 статьи. Летом 1912 года был откомандирован в Либаву для практического изучения подводных лодок. В 1913 году после окончания машинной школы по первому разряду был произведён в унтер-офицеры 1 статьи, и получил назначение главным машинным старшиной на подводную лодку «Минога».
С первых дней Первой мировой войны участвовал в боевых походах. 1 сентября 1915 года за подвиг, мужество и храбрость в боевых действиях подводной лодки «Минога» (спас лодку от тарана) Трусов был пожалован Георгиевской медалью 4-й степени, а 29 октября того же года — награждён Георгиевским крестом 4-й степени. 10 апреля 1916 года после сдачи экзаменов на должность машинного кондуктора был назначен на новую лодку «Вепрь» (типа «Барс»).
В августе 1917 года был переведён на подводную лодку «Тур» (типа «Барс») старшим судовым механиком и произведён в первый офицерский чин — в подпоручики по Адмиралтейству. В октябре 1917 года Трусов на ПЛ «Тур» принимал участие в Моонзундской операции.

### Служба в Военно-морском флоте СССР
Старший механик Трусов был единственным из офицеров ПЛ «Тур», оставшимся служить советской власти. Команда выбрала его председателем судового комитета. 24 февраля 1918 года лодка перешла из Ревеля в Гельсингфорс, а в апреле 1918 года лодка участвовала в Ледовом походе кораблей Балтийского флота в Кронштадт, носовая её часть была сильно повреждена льдами. После ремонта и доукомплектования команды, 26-28 ноября 1918 года ПЛ «Тур» провела свой первый боевой поход. Прорвав блокаду, лодка дошла до Ревеля и доставила командованию Балтфлота сведения об английском флоте.
15 августа 1920 года Трусов был переведён на подводный заградитель «Рабочий» (бывший «Ёрш») старшим инженер-механиком. За участие в возрождении Красного Флота приказом командования флота № 434 от 13 мая 1922 года Трусову было присвоено звание Героя Труда Красного Балтийского флота.

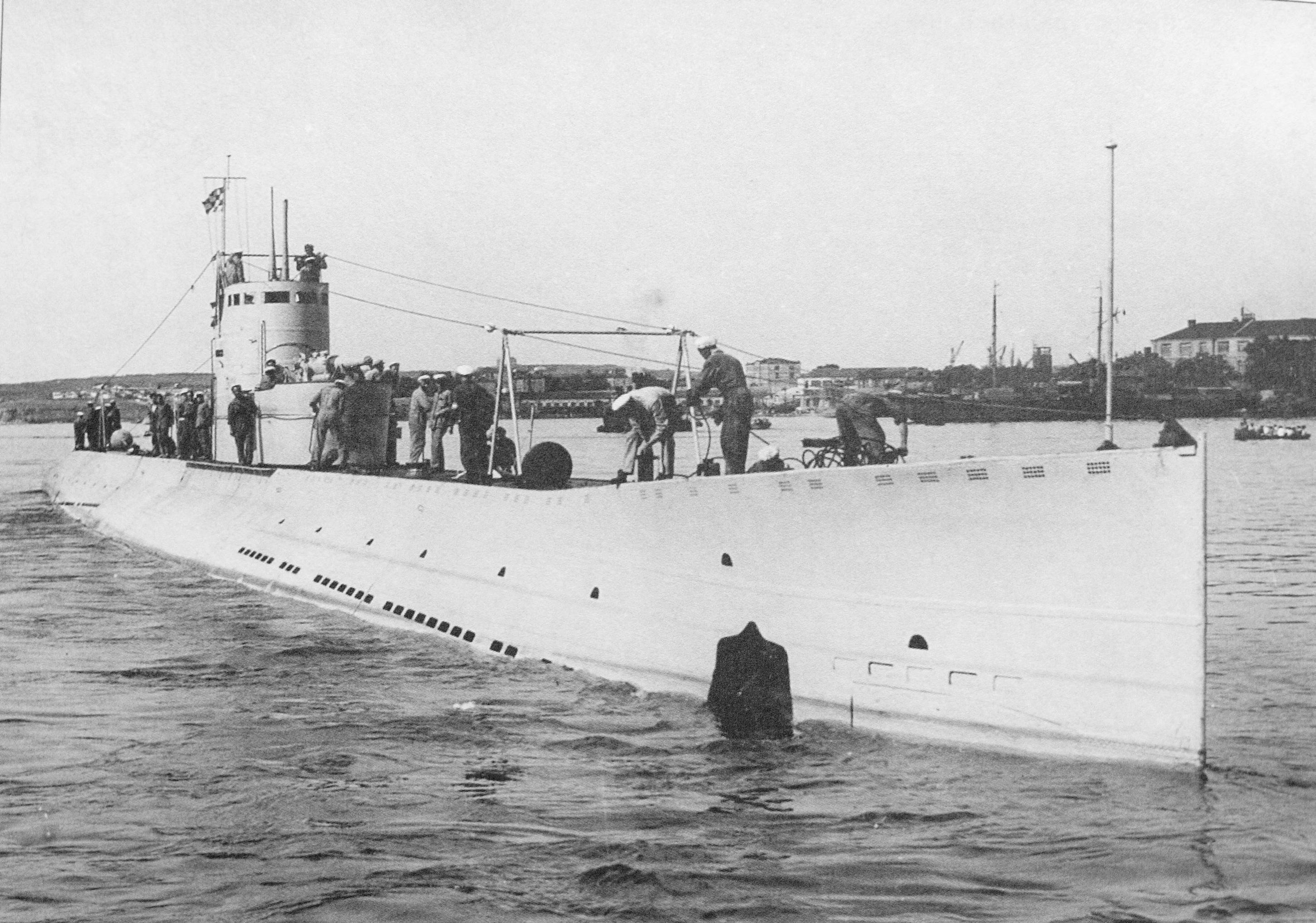
Подводная лодка типа «Ленинец»

В 1925—1927 годах параллельно со службой на ПЛ «Рабочий» преподавал в Военно-морском училище имени М. В. Фрунзе и на курсах командного состава курс устройства подводных лодок и двигателей внутреннего сгорания. 7 ноября 1927 года Трусов был награждён Почётной грамотой Революционного военного совета Морских сил Балтийского моря. 1 декабря 1927 года переведён старшим инженер-механиком на подводную лодку «Народоволец» (серии I «Декабрист»), а 9 марта 1930 года на лодку «Ленинец».
14 июня 1930 года Приказом Реввоенсовета Г. М. Трусов был переведён в резерв РККФ и назначен сдаточным механиком Балтийского судостроительного завода. Сначала был заместителем главного строителя лодок К. Ф. Терлецкого, а в 1932 году стал главным строителем и начальником отдела подводного судостроения завода. В 1934 году был награждён орденом Ленина.
В 1937 году был репрессирован как член партии эсеров, находился в заключении, но вскоре был освобождён. Продолжал работать на Балтийском заводе. В 1939 году был избран депутатом Ленинградского областного совета депутатов трудящихся (неоднократно избирался депутатом Облсовета до 1948 года).
Во время Великой Отечественной войны, в декабре 1941, года был отправлен из блокадного Ленинграда в Молотовск, где возглавлял достройку подводных минных заградителей Л-20 и Л-22. 15 ноября 1944 года был восстановлен в звании инженер-капитан 2 ранга и назначен старшим преподавателем Учебного Краснознаменного отряда подводного плавания имени Кирова в Ленинграде.
В 1953 году Г. М. Трусов вышел в отставку. На пенсии занимался изучением истории и написал ряд документальных книг о становлении отечественного подводного флота.
Умер Григорий Мартынович Трусов 22 февраля 1960 года в Ленинграде.

## Награды
Российской империи:
- Георгиевская медаль 4-й степени (1 сентября 1915);
- Георгиевский крест 4-й степени (29 октября 1915);

Советские:
- Герой Труда Красного Балтийского флота (13 мая 1922)[2];
- два ордена Ленина (1934[2], 15 ноября 1950[6]);
- орден Красного Знамени (10 ноября 1945)[7];
- орден Красной Звезды (30 апреля 1945)[4];
- медали, в том числе медаль «За трудовую доблесть» (1956)[2].